# Dendroleon septemmontanus
Dendroleon septemmontanus là một loài côn trùng trong họ Myrmeleontidae thuộc bộ Neuroptera. Loài này được Statz miêu tả năm 1936.